# Fête de la Saint-André
 (novembre 2015).
Si vous disposez d'ouvrages ou d'articles de référence ou si vous connaissez des sites web de qualité traitant du thème abordé ici, merci de compléter l'article en donnant les références utiles à sa vérifiabilité et en les liant à la section « Notes et références ».
La Saint-André est le jour de la fête de saint André, l'apôtre, célébrée le 30 novembre. Dans certains pays, comme la Pologne ou l'Allemagne, on célèbre la Veille de la Saint André, c'est-à-dire le 29 novembre.
La Saint-André tombe le premier jour de l'Avent :  c'est le point le départ des festivités de Noël et le début de la fin de l’année liturgique. Elle donne lieu à divers concerts et spectacles. 
Dans la tradition chrétienne, saint André est le patron des pêcheurs. Il est aussi celui des couples, des amoureux, à qui les croyants s'adressent pour avoir des enfants. Les ancêtres croyaient que, grâce à lui, ils entreverraient un instant l'avenir, surtout pendant la nuit du 29 au 30 novembre.

## Traditions et célébrations

### France
Saint André étant le saint patron du diocèse de Bordeaux, sa fête est décalée au dimanche précédant le 30 novembre. La célébration, présidée par l'archevêque, a lieu en la cathédrale Saint-André.

### Pologne
En Pologne, Andrzejki (Les festivités d'André) est la fête traditionnelle et folklorique, conformément à une tradition païenne qui remonte aux temps du paganisme, dans la nuit du 29 au 30 novembre. La Saint André est surtout réputée être particulièrement propice à la divination. Traditionnellement, les célébrations d’Andrzejki ne s’adressaient qu’aux jeunes filles célibataires et devaient permettre d'identifier leur futur époux.
Deux proverbes décrivent parfaitement l'événement :
- La nuit de saint André vous amène un fiancé (en polonais : Noc Andrzeja Świętego przywiedzie narzeczonego
- À la Saint André l'espoir des filles est dans la divination (en polonais : Na Świętego Andrzeja pannom z wróżby nadzieja

Aujourd'hui, Andrzejki reste pratiquée parmi les jeunes, mais comme les souvenirs folkloriques. En Pologne, la Saint-André est beaucoup plus fêtée qu'Halloween, mais pourtant moins commerciale, ce qui la rend plus en vogue. Les Polonais se réunissent chez eux, entre amis et s'amusent à s'inventer ou deviner leurs futurs, respectant ainsi la tradition païenne de cette fête.

### Écosse
Saint André est le saint patron de l'Écosse. La fête de saint André (en Anglais : Saint Andrew's Day, en Scots: Saunt Andra's Day, en gaélique écossais : Là Naomh Anndrais) est la fête nationale de l'Écosse, et un jour férié depuis 2006.

### Canada

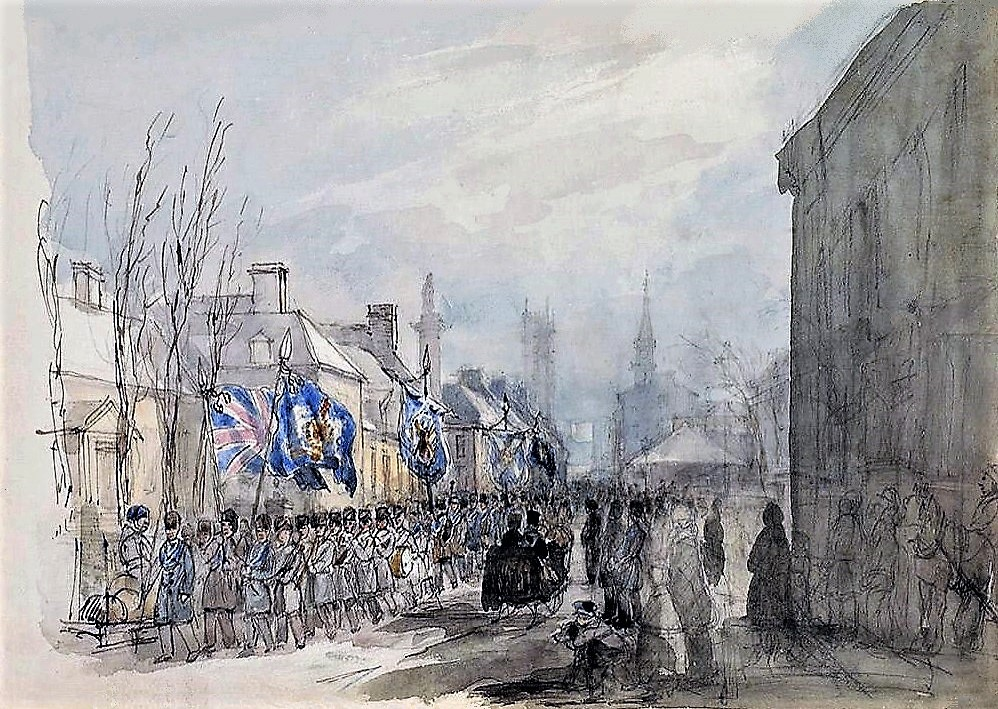
Défilé de la Société St. Andrew’s de Montréal, le 30 novembre, entre 1831 et 1859.

La fête a été célébrée avec des rassemblements et des défilés par l'organisation culturelle écossaise Société St. Andrew’s de Montréal au XIXe siècle à Montréal.